# تیدیان ندیای
تیدیان ندیای (به فرانسوی: Tidiane N'Diaye) مردم‌شناس، اقتصاددان و نویسنده قرن بیستم میلادی اهل فرانسه است.